# HC Währing
Der Hockeyclub Währing war ein österreichischer Eishockey- und Hockeyverein aus Währing, dem 18. Wiener Bezirk, der 1925 als Währinger Jugendspiel-Verein innerhalb des Wiener Jugendfürsorge-Vereins gegründet wurde. Im Januar 1926 wurde er als Mitglied in den österreichischen Eishockeyverband aufgenommen.

## Eishockey
In der Saison 1926/27 spielte der Verein in der 3. Gruppe der 2. Klasse der Wiener Meisterschaft. 1927/28 war der Verein in der Gruppe A der 2. Klasse eingeteilt und belegte dort den 3. Platz.
Im Oktober 1928 erfolgte die Umbenennung in Eishockeyclub Währing (EHC Währing). Diesen Namen behielt der Verein bis Dezember 1930 und nannte sich ab diesem Zeitpunkt nur noch Hockeyclub Währing (HC Währing). Einhergehend mit der Umbenennung war eine Abkopplung der Eishockey- und Landhockeyabteilung vom Jugendspiel-Verein.
1928/29 und 1929/30 verblieb die Mannschaft in der Gruppe A der 2. Klasse und erreichte 1930 den ersten Platz dieser Spielklasse. Damit stieg der Verein vor der Spielzeit 1930/31 in die Gruppe B der 1. Klasse auf und war fortan in der höchsten österreichischen Spielklasse, der 1. Klasse der Wiener Meisterschaft, bis zu seiner Abmeldung aus dem Eishockeyverband im Dezember 1936 aktiv. In der 1. Klasse erreichte er hierbei folgende Platzierungen: 1932 den zweiten Platz, 1933 den dritten Platz, 1934 den zweiten Platz, ebenso wie 1935. Vor der Saison 1935/36 wurde oberhalb der 1. Klasse die Wiener Liga eingeführt, so dass der HC Währing in der zweiten Spielklasse spielte und in dieser den ersten Platz belegte.
Im Dezember 1936 wurde alle Spieler des HC Währing freigegeben und meldeten sich beim WEV an. In der Meisterschaft 1936/37 stellte der HC Währing damit keine Mannschaft. Daraufhin beschloss der Vorstand des österreichischen Eishockeyverbands im Dezember 1937, den HC Währing mit Wirkung vom 18. Dezember 1936 aus der Liste der Vereinsmitglieder zu streichen.

### Träger des Internationalen Abzeichens
- Anton Emhart: 1931
- Albert Trappl: 1934
- Rudolf Vojta: 1935
- Franz Csöngei: 1933, 1934
- Lambert Neumayer: 1933, 1934
- Willibald Stanek: 1934, 1935

## Hockey
Erfolge
- Österreichischer Feldhockey-Meister 1931, 1932, 1933, 1935, 1936, 1938, 1939, 1941, 1943 (als SG Währing/Arminen)